# Mickaël Landreau
Mickaël Landreau (Machecoul, 14 maggio 1979) è un allenatore di calcio ed ex calciatore francese, di ruolo portiere. Con la nazionale francese si laureò vicecampione del mondo nel 2006.

## Caratteristiche tecniche
Ha parato più di 30 rigori in carriera.
È il portiere che ha mantenuto più volte la porta inviolata in Ligue 1 (237).

## Carriera

### Club
È cresciuto nelle giovanili del Nantes, facendo il proprio esordio in Ligue 1 nel 1996. Ha vinto due campionati francesi (2000-2001 e 2010-2011) e due Coppe di Francia prima di trasferirsi al Paris SG, nel 2006.
Dopo tre anni nel club parigino decide di andare al Lilla firmando un contratto triennale.
Nel 2011 vince campionato e Coppa di Francia risultando uno dei migliori portieri. Il 23 dicembre 2012 viene ingaggiato dal Bastia.
Il 4 dicembre 2013, disputando l'incontro di Ligue 1 Ajaccio-Bastia (terminato 1-1), è diventato il primatista di presenze nel massimo campionato francese, superando il record precedentemente appartenuto a Jean-Luc Ettori.
Il 5 luglio 2014, scaduto il contratto con il Bastia, decide di ritirarsi dal calcio giocato all'età di 35 anni.

### Nazionale
Conta 11 apparizioni con la nazionale francese. Con la selezione del suo paese ha partecipato a Euro 2004 e ai Mondiali 2006 e 2014 come terzo portiere senza scendere mai in campo. Nelle 11 partite disputate ha subito solo 3 gol, di cui 2 all'ultima presenza contro il Marocco.

### Allenatore
Il 30 maggio 2017 è nominato allenatore del Lorient, squadra appena retrocessa in Ligue 2, con cui firma per quattro anni più uno in opzione.

## Statistiche

### Presenze e reti nei club
| Stagione                   | Squadra                    | Campionato                 | Campionato | Campionato | Coppe nazionali | Coppe nazionali | Coppe nazionali | Coppe continentali | Coppe continentali | Coppe continentali | Altre coppe | Altre coppe | Altre coppe | Totale | Totale |
| Stagione                   | Squadra                    | Comp                       | Pres       | Reti       | Comp            | Pres            | Reti            | Comp               | Pres               | Reti               | Comp        | Pres        | Reti        | Pres   | Reti   |
| -------------------------- | -------------------------- | -------------------------- | ---------- | ---------- | --------------- | --------------- | --------------- | ------------------ | ------------------ | ------------------ | ----------- | ----------- | ----------- | ------ | ------ |
| 1996-1997                  | Nantes                     | D1                         | 29         | -20        | CF+CdL          | 0+1             | -1              | Int                | 2                  | -4                 | -           | -           | -           | 32     | -25    |
| 1997-1998                  | Nantes                     | D1                         | 33         | -40        | CF+CdL          | 2+1             | -1 + -1         | CU                 | 2                  | -3                 | -           | -           | -           | 38     | -45    |
| 1998-1999                  | Nantes                     | D1                         | 31         | -31        | CF+CdL          | 6+0             | -2              | -                  | -                  | -                  | -           | -           | -           | 37     | -33    |
| 1999-2000                  | Nantes                     | D1                         | 33         | -38        | CF+CdL          | 6+1             | -2 + -3         | CU                 | 6                  | -7                 | SF          | 1           | 0           | 47     | -50    |
| 2000-2001                  | Nantes                     | D1                         | 33         | -35        | CF+CdL          | 4+4             | -5 + -6         | CU                 | 8                  | -9                 | SF          | 1           | 0           | 50     | -55    |
| 2001-2002                  | Nantes                     | D1                         | 33         | -38        | CF+CdL          | 0+1             | -3              | UCL                | 11                 | -12                | SF          | 1           | -1          | 46     | -54    |
| 2002-2003                  | Nantes                     | L1                         | 36         | -33        | CF+CdL          | 1+3             | 0 + -7          | -                  | -                  | -                  | -           | -           | -           | 40     | -40    |
| 2003-2004                  | Nantes                     | L1                         | 34         | -28        | CF+CdL          | 5+4             | -4 + -2         | Int                | 2                  | -2                 | -           | -           | -           | 45     | -38    |
| 2004-2005                  | Nantes                     | L1                         | 37         | -37        | CF+CdL          | 3+2             | -3 + -3         | Int                | 1                  | -1                 | -           | -           | -           | 43     | -44    |
| 2005-2006                  | Nantes                     | L1                         | 36         | -36        | CF+CdL          | 5+2             | -3 + -4         | -                  | -                  | -                  | -           | -           | -           | 43     | -43    |
| Totale Nantes              | Totale Nantes              | Totale Nantes              | 335        | -336       |                 | 52              | -51             |                    | 32                 | -38                |             | 3           | -1          | 422    | -426   |
| 2006-2007                  | Paris Saint-Germain        | L1                         | 38         | -42        | CF+CdL          | 4+0             | -2              | CU                 | 10                 | -8                 | SF          | 1           | -1          | 53     | -53    |
| 2007-2008                  | Paris Saint-Germain        | L1                         | 38         | -45        | CF+CdL          | 2+5             | -1 + -3         | -                  | -                  | -                  | -           | -           | -           | 45     | -49    |
| 2008-2009                  | Paris Saint-Germain        | L1                         | 38         | -38        | CF+CdL          | 2+3             | -3 + -3         | CU                 | 10                 | -10                | -           | -           | -           | 53     | -54    |
| Totale Paris Saint-Germain | Totale Paris Saint-Germain | Totale Paris Saint-Germain | 114        | -125       |                 | 16              | -12             |                    | 20                 | -18                |             | 1           | 0           | 151    | -156   |
| 2009-2010                  | Lilla                      | L1                         | 28         | -26        | CF+CdL          | 0+2             | -3              | UEL                | 7                  | -12                | -           | -           | -           | 37     | -41    |
| 2010-2011                  | Lilla                      | L1                         | 38         | -36        | CF+CdL          | 6+2             | -2 + -3         | UEL                | 9                  | -8                 | -           | -           | -           | 55     | -49    |
| 2011-2012                  | Lilla                      | L1                         | 38         | -39        | CF+CdL          | 3+0             | -2              | UCL                | 5                  | -5                 | SF          | 1           | -5          | 47     | -51    |
| 2012-gen. 2013             | Lilla                      | L1                         | 15         | -15        | CF+CdL          | 0               | 0               | UCL                | 6                  | -13                | -           | -           | -           | 21     | -28    |
| Totale Lilla               | Totale Lilla               | Totale Lilla               | 119        | -116       |                 | 13              | -10             |                    | 27                 | -38                |             | 1           | -5          | 160    | -169   |
| gen.-giu. 2013             | Bastia                     | L1                         | 19         | -25        | CF+CdL          | 0               | 0               | -                  | -                  | -                  | -           | -           | -           | 19     | -25    |
| 2013-2014                  | Bastia                     | L1                         | 31         | -44        | CF+CdL          | 1+1             | 0               | -                  | -                  | -                  | -           | -           | -           | 33     | -44    |
| Totale Bastia              | Totale Bastia              | Totale Bastia              | 50         | -69        |                 | 2               | 0               |                    | -                  | -                  |             | -           | -           | 52     | -69    |
| Totale carriera            | Totale carriera            | Totale carriera            | 618        | -646       |                 | 83              | -73             |                    | 79                 | -94                |             | 5           | -7          | 785    | -820   |

### Cronologia presenze e reti in nazionale
| Cronologia completa delle presenze e delle reti in nazionale ― Francia | Cronologia completa delle presenze e delle reti in nazionale ― Francia | Cronologia completa delle presenze e delle reti in nazionale ― Francia | Cronologia completa delle presenze e delle reti in nazionale ― Francia | Cronologia completa delle presenze e delle reti in nazionale ― Francia | Cronologia completa delle presenze e delle reti in nazionale ― Francia | Cronologia completa delle presenze e delle reti in nazionale ― Francia | Cronologia completa delle presenze e delle reti in nazionale ― Francia |
| Data                                                                   | Città                                                                  | In casa                                                                | Risultato                                                              | Ospiti                                                                 | Competizione                                                           | Reti                                                                   | Note                                                                   |
| ---------------------------------------------------------------------- | ---------------------------------------------------------------------- | ---------------------------------------------------------------------- | ---------------------------------------------------------------------- | ---------------------------------------------------------------------- | ---------------------------------------------------------------------- | ---------------------------------------------------------------------- | ---------------------------------------------------------------------- |
| 3-6-2001                                                               | Ulsan                                                                  | Messico                                                                | 0 – 4                                                                  | Francia                                                                | Conf. Cup 2001 - 1º turno                                              | -                                                                      |                                                                        |
| 22-6-2003                                                              | Bordeaux                                                               | Francia                                                                | 5 – 0                                                                  | Nuova Zelanda                                                          | Conf. Cup 2003 - 1º turno                                              | -                                                                      |                                                                        |
| 17-11-2004                                                             | Saint-Denis                                                            | Francia                                                                | 0 – 0                                                                  | Polonia                                                                | Amichevole                                                             | -                                                                      |                                                                        |
| 11-10-2006                                                             | Montbéliard                                                            | Francia                                                                | 5 – 0                                                                  | Fær Øer                                                                | Qual. Euro 2008                                                        | -                                                                      |                                                                        |
| 6-6-2007                                                               | Auxerre                                                                | Francia                                                                | 1 – 0                                                                  | Georgia                                                                | Qual. Euro 2008                                                        | -                                                                      |                                                                        |
| 22-8-2007                                                              | Trnava                                                                 | Slovacchia                                                             | 0 – 1                                                                  | Francia                                                                | Amichevole                                                             | -                                                                      |                                                                        |
| 8-9-2007                                                               | Milano                                                                 | Italia                                                                 | 0 – 0                                                                  | Francia                                                                | Qual. Euro 2008                                                        | -                                                                      |                                                                        |
| 12-9-2007                                                              | Saint-Denis                                                            | Francia                                                                | 0 – 1                                                                  | Scozia                                                                 | Qual. Euro 2008                                                        | -1                                                                     |                                                                        |
| 13-10-2007                                                             | Tórshavn                                                               | Fær Øer                                                                | 0 – 6                                                                  | Francia                                                                | Qual. Euro 2008                                                        | -                                                                      |                                                                        |
| 17-10-2007                                                             | Saint-Denis                                                            | Francia                                                                | 2 – 0                                                                  | Lituania                                                               | Qual. Euro 2008                                                        | -                                                                      |                                                                        |
| 16-11-2007                                                             | Saint-Denis                                                            | Francia                                                                | 2 – 2                                                                  | Marocco                                                                | Amichevole                                                             | -2                                                                     |                                                                        |
| Totale                                                                 |                                                                        | Presenze                                                               | 11                                                                     |                                                                        | Reti                                                                   | -3                                                                     |                                                                        |

## Palmarès

### Club

#### Competizioni nazionali
- Campionato francese: 2

Nantes: 2000-2001
Lilla: 2010-2011
- Coppa di Francia: 3

Nantes: 1998-1999, 1999-2000
Lilla: 2010-2011
- Supercoppa francese: 2

Nantes: 1999, 2001
- Coppa di Lega francese: 1

Paris Saint Germain: 2007-2008

### Nazionale
- Confederations Cup: 2

Corea del Sud e Giappone 2001, Francia 2003